# Hiram Garcia
Hiram Garcia ist ein US-amerikanischer Filmproduzent.
Hiram Garcia ist der Bruder der Filmproduzentin Dany Garcia, die 2012 mit ihrem früheren Ehemann Dwayne Johnson die Produktionsfirma Seven Bucks Productions gründete. Hiram Garcia arbeitet seit der Gründung 2012 für die Firma und ist seit 2017 President of Production. Dadurch sind Hiram und Dany Garcia bei vielen Filmen von Dwayne Johnson als Produzenten tätig.

## Filmografie
- 2015: San Andreas (Co-Produzent)
- 2016: Central Intelligence (Co-Produzent)
- 2016: Clash of the Corps (Executive Producer, 4 Episoden)
- 2017: Baywatch (Co-Produzent)
- 2017: Jumanji: Willkommen im Dschungel (Jumanji: Welcome to the Jungle, Co-Produzent)
- 2017: Lifeline (Executive Producer, 8 Episoden)
- 2018: Rampage – Big Meets Bigger (Rampage, Produzent)
- 2018: Skyscraper (Produzent)
- 2019: Fighting with My Family (Executive Producer)
- 2019: Shazam! (Executive Producer)
- 2019: Fast & Furious: Hobbs & Shaw (Fast & Furious Presents: Hobbs & Shaw, Produzent)
- 2019: Jumanji: The Next Level (Produzent)
- 2021: Jungle Cruise (Produzent)
- 2021: Red Notice (Produzent)
- 2022: DC League of Super-Pets (Produzent)
- 2022: Black Adam (Produzent)
- 2024: Red One – Alarmstufe Weihnachten (Red One, Produktion und Story)